# Cacadou Look
Cacadou Look (транс. Какаду лук) је био женски рок бенд из Опатије основан 1983. године. Издали су два студијска албума, Тко мари за чари (1987) и Успаванка за Зороа (1989). Раскинуле су 1991. након концерта 25. маја у Загребу.

## Историја групе
Позајмивши инструменте од својих другарица, Јасмина Симић (вокал), Татјана Симић (бубњеви), Сузи Кожић (бас гитара), Сандра Вранчић (гитара) и Тамара Вранчић (клавијатуре), формирају бенд Какаду 1983. године у Опатији. Бенд су чиниле сестре (Вранчић - Симић) и једна девојка (Кожић). Бенд су формирали на веома необичан начин јер нико од њих петоро није знао да свира, али су се у то време забављали са музичарима са којима су ишле на пробе и концерте. На овим пробама су мало научили да свирају, а када је већина мушкараца отишла на одслужење војног рока, оставили су им инструменте на којима су могли да вежбају годину дана. Прво интересовање јавности изазивају песме „Мутно јутро” и „Излазим у град”.
У то време у бившој држави већ су постојала два женска ансамбла, Тожибабе из Љубљане и Boye из Новог Сада, где су сва три ансамбла једном наступала заједно. Убрзо након оснивања, Сандра Вранчић се удала за Рената Дебеуца, који је био бубњар ријечког бенда Фит, и обоје су се повукли из музике. Уместо Сандре, бенду се придружује Ђована Киринић, која је већ имала музичко искуство, али убрзо након тога, бенд је напустила друга сестра Тамара Вранчић, која је постала члан бенда Фит, након чега је одустала од музике и посветила се књижевности. Након што су имали великих проблема да нађу новог клавијатуристу, на то место се настанила Аленка Мендиковић.
Средином осамдесетих година прошлог века у Београду је деловала група Какаду, па су, да би избегли неспоразуме са истоименим бендом, променили име у Какаду лук (Cacadou Look). Кроз упорне пробе и повремене наступе, као и популарне демо снимке "Сама" и "Као пјесма", које су се често пуштале на радио станицама, убрзо су потписали уговор са дискографском кућом Југотон. Албум Тко мари за чари изашао је 1987. године и тако постао први женски бенд који је објавио материјал на простору бивше Југославије. За фотографије у албуму заслужан је њихов суграђанин Романо Грозић (касније је имао успешну каријеру у модној и рекламној фотографији у Италији). Продуценти су били Хусеин Хасанефендић (Парни ваљак) и Tomo in den Mühlen (бивши члан бенда Карлови Вари). Највећи хит са албума била је обрада песме Бади Холија, преведена на хрватски као "Тако лако". За ову композицију снимљен је спот у казину „Розалија“ у Опатији, а продуцирао га је Александар Костадинов. Многи су тада сматрали да студијске снимке на албуму пуштају неки други искуснији музичари, међутим сви су их демантовали првим наступима уживо, а са сваким наредним су звучали све боље и боље.
Њихов други албум, Успаванка за Зороа објављен 1989. године. Продуцент је био Тед Хејтон. Девојке су симиле и две песме на енглеском језику како би се прославиле у иностранству, али то се ипак није десило.
Велики успех другог албума им је отворио врата, али их је омео почетак Домовинског рата.

### Последњи наступ
Последњи пут су наступале 25. маја 1991. у Загребу. Након тога су се због рата преселили у Холандију и повукли се из музичког света. Јасмина Симић (Рожанић) се по повратку у Хрватску удала, родила троје деце и живи у Опатији. Татјана Симић (Прпић), такође удата и живи у Опатији. Ђована Киринић живи у Загребу и ради као педагог у Основној школи Иво Андрић, а Аленка Мендиковић живи у Верони. Сузана Кожић (Бановић) живи са породицом у Амстердаму и предаје хрватски језик.
Сви смо срећни, у браку, разведени или соло и редовно се чујемо“, каже Јасмина Рожанић и додаје да се радо сећају времена када су њихови наступи привлачили велики број обожавалаца у бившој држави.

## Чланице
- Јасмина Симић (вокал)
- Татјана Симић (бубњеви, пратећи вокали)
- Сузана Кожић (бас гитара)
- Тамара Вранчић (клавијатуре) (1983 - 1985)
- Сандра Вранчић (електрична гитара) (1983-1984)
- Ђована Киринић (електрична гитара) (од 1984)
- Аленка Мендиковић (клавијатуре) (од 1986)

## Фестивали

### МЕСАМ
- 1987 - Мој цару
- 1989  - Дај ми све

## Дискографија
- 1987 - Тко мари за чари (Југотон)
- 1989 - Успаванка за Зороа (Југотон)